# Kingoria
Kingoria – rodzaj wymarłego gatunku z rodziny dicynodontów z okresu permu zamieszkujący Afrykę. Długość ciała ok. 60 cm, długość czaszki ok. 15 cm.